# Arquivo Público do Distrito Federal
O Arquivo Público do Distrito Federal, é um órgão brasileiro integrante da estrutura da Secretaria de Estado da Casa Civil, Relações Institucionais e Sociais do Distrito Federal, é responsável pela gestão de documentos de arquivo em fase corrente e intermediária no âmbito do Distrito Federal. A ele compete, também, a guarda e preservação da documentação referente a história da capital Federal, desde o período da interiorização da região, previsto pela Constituição de 1892, passando pela construção, inauguração da nova capital, até chegar aos dias atuais, sendo o acervo permanente sob sua guarda, composto por documentos textuais, audiovisuais, cartográficos e iconográficos.

## Histórico
A criação do ArPDF remonta ao início da década de 1970. O governo do Distrito Federal foi signatário do documento “Compromisso de Brasília”, resultante do Encontro de Governadores de Estado para o Estudo do Patrimônio Histórico e Artístico Nacional. O Compromisso recomendava o apoio do Arquivo Nacional às repartições congêneres estaduais e municipais para a preservação de acervos documentais. No caso do Distrito Federal, ainda não havia um órgão que se ocupasse do assunto.
O I Congresso Brasileiro de Arquivologia, realizado em 1972, recomendou que o Governo do Distrito Federal promovesse a instalação do Arquivo Público do Distrito Federal, integrando-o ao movimento de preservação da memória nacional, que se ampliava em todo o país.
Em junho de 1978, Walter Alburquerque Mello, então diretor da Divisão do Patrimônio Histórico e Artístico, apresentou, com a participação de Celina Lamounier D’Alessandro, um estudo que analisava e propunha a criação do Arquivo Público. Esse documento preconizava medidas urgentes com o intuito de preservar os acervos documentais referentes à história do Distrito Federal.
Com a criação do Sistema Nacional de Arquivos (SINAR), em 1978, ocorre a retomada da discussão dos problemas arquivísticos da administração pública, mostrando-se necessária a criação do Sistema de Arquivos do Distrito Federal.
Dois Decretos, assinados em 27 de abril de 1983, foram providências que avançaram em direção à preservação da memória documental do Distrito Federal. O de nº 7.492 considerou sob a proteção do Governo do Distrito Federal, a título de preservação do patrimônio, o acervo documental histórico da Companhia Urbanizadora da Nova Capital do Brasil. O de nº 7.493 criou um Grupo de Trabalho com o objetivo de “estudar, sugerir, propor e adotar medidas para a implantação do Arquivo Público do Distrito Federal”.
Em 1985, por meio do Decreto 8,530, foi criado o Arquivo Público do Distrito Federal, vinculado então, na época, à Secretaria de Educação e Cultura do Distrito Federal, tendo por finalidade principal recolher, preservar e garantir proteção especial a documentos arquivísticos de valor permanente, acumulados pela Administração Direta e Indireta do Distrito Federal.
Na esteira da melhoria da gestão arquivística no GDF, em 1988, por meio do decreto 11.133 de 13 de junho, foi criado o Sistema de Arquivos do Distrito Federal (SiArDF) e o Conselho de Arquivos do Distrito Federal. Por este decreto, o ArPDF ficou com a incumbência de ser órgão central do Sistema de Arquivos do Distrito Federal, angariando mais funções e atividades a serem desempenhadas no âmbito da gestão de documentos de arquivo em fase corrente e intermediária.
Foram os Decretos nº 24.204 e nº 24.205, ambos  de 10 de novembro de 2003 que, respectivamente, trouxeram a composição e o objetivo da instituição de um Sistema de Arquivos no Distrito Federal, e que regulamentaram a Lei  nº 2.545, de 28 de abril de 2000, que dispõe sobre a proteção dos documentos de  arquivos públicos

## Acervo

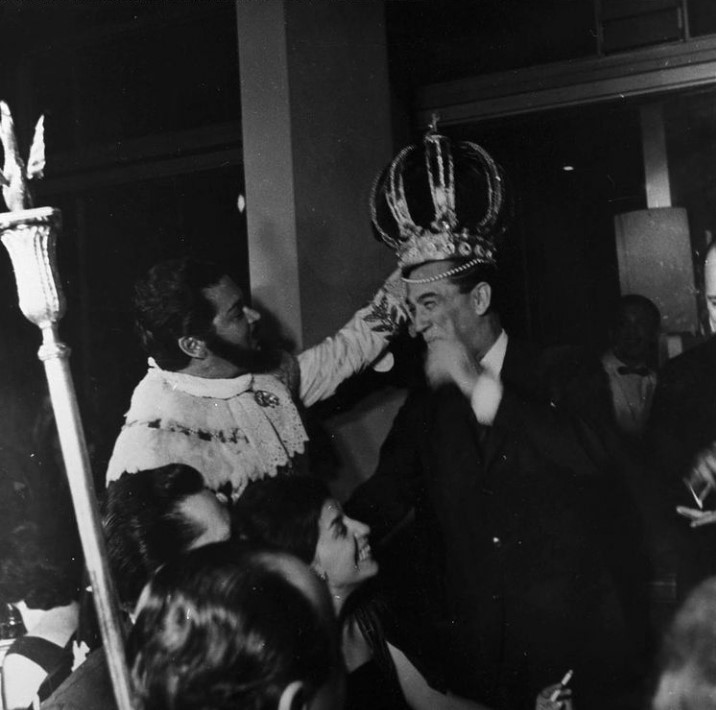
Imagem do acervo mostrando JK sendo coroado por Evandro de Castro Lima (Foto: Fundo Novacap).

O acervo do ArPDF é composto, principalmente, de documentos que retratam a história do Distrito Federal, desde os seus antecedentes, passando pelas administrações do Distrito Federal. Conta com aproximadamente 6 mil caixas-arquivos, contendo 4,5 milhões de documentos em pequenos formatos, cerca de 45 mil documentos em grandes formatos, 02 milhões de negativos e microfilmes, além de 300 películas e mais de 500 vídeos em diversos suportes.
Esses documentos foram produzidos e acumulados pelo Poder Executivo do Distrito Federal, assim como oriundos de acervos privados de interesse público relacionado à história do Distrito Federal. Dividido em Fundos Públicos e Privados, o vasto material histórico possibilita a pesquisa de diversos temas relacionados ao surgimento do Distrito Federal como os trabalhos e estudos da região realizados pela Comissão Cruls, no final do século XIX - dando origem ao quadrilátero onde hoje se encontra o Distrito Federal -, a Comissão de Cooperação para a Mudança da Capital Federal – que promoveu a desapropriação de terras o governo do Distrito Federal -, o dia a dia da construção da Nova Capital, assim como a história e trajetória de pioneiros que ajudaram a construir essa capital.
Os acervos arquivísticos públicos históricos são compostos pelos fundos: Companhia Urbanizadora da Nova Capital do Brasil, Secretaria de Comunicação Social do Distrito Federal, Fundação Cultural do Distrito Federal, do Gabinete do Governador do Distrito Federal, Administração Regional de Taguatinga, Secretaria de Educação do Distrito Federal, Secretaria de Desenvolvimento Urbano do Distrito Federal e Secretaria de Gestão do Território e Habitação do Distrito Federal.
Os Acervos arquivísticos privados históricos são compostos pelos fundos: Yvonne Jean, Juca Chaves, Brasília Palace Hotel, Manuel Mendes, Ecilda Ramos, Paulo de Tarso, Gladson da Rocha e Ernesto Silva.
Em 2007, o Fundo Documental da Companhia Urbanizadora da Nova Capital do Brasil foi reconhecido pelo Comitê Nacional do Brasil do Programa da Memória do Mundo da UNESCO, como Patrimônio Documental da Humanidade.

## Endereços e sedes
Até o ano de 2014 o ArPDF exerceu suas atividades em espaços do Governo do Distrito Federal cedidos pela Secretaria de Cultura e Companhia Urbanizadora da Nova Capital do Brasil. Durante quase 30 anos funcionou dentro da área da Companhia Urbanizadora da Nova Capital do Brasil. A partir de outubro de 2014, a instituição iniciou o processo de mudança para a sede definitiva, localizada no Setor de Garagens Oficiais Norte (SGON). O espaço foi cedido por meio de termo de cessão da Casa Civil do Governo do Distrito Federal. A mudança total do acervo foi concluída em março de 2015. Em sua sede própria, o ArPDF já pode recolher novos acervos e atender melhor às demandas de acesso aos documentos e informações realizadas, tanto pela Administração Pública, quanto pelo público em geral.

## Serviços
Na Carta de Serviços  serão encontradas as informações de como acessar os serviços prestados pelo Arquivo Público do Distrito Federal.
A instituição dispõe de sala de consulta e biblioteca com títulos especializados sobre a história da capital seus personagens pioneiros. O atendimento ao pesquisador é realizado de segunda a sexta-feira, das 09h às 17h. O acesso aos documentos é permitido a todo e qualquer cidadão, que pode contar com um servidor para auxiliá-lo na leitura e identificação dos documentos. Os usuários têm a disposição instrumentos de pesquisa impressos e digitalizados, desde que preencham ficha cadastral com dados pessoais. É permitido o uso de computadores portáteis e máquinas fotográficas.